# They Cut Off The Little Boy’s Hair (album)
A They Cut Off The Little Boy's Hair (magyar fordításban: Levágják a kisfiú haját) Vladimír Mišík és az Etc... együttes 1978-ban megjelent első lemezének angol nyelvű változata, amelyet a Supraphon adott ki. Katalógusszáma: 1 13 2403. A kiadványhoz egy négy oldalas melléklet is tartozik, amely a dalszövegeket tartalmazza.

## Az album dalai

### A oldal
1. Bazaar Of Change (Bazarem proměn) 3:00
2. Cinema (Biograf) 7:30
3. Why Does The Rose Fade And Die (Proč ta růže uvadá) 4:00
4. Tea And Crumpets (Jednohubky) 3:40

### B oldal
1. Where's My Desk Gone? (Kde je můj stůl?) 3:40
2. They Cut Off The Little Boy's Hair (Stříhali dohola malého chlapečka) 3:40
3. Lady Vamp 3:10
4. I Have A Date At Half Past Four (Já mám schůzku o půl páté) 3:10
5. Son Of Daedalus (Syn Daidalův) 5:10